# العلاقات الرواندية السيشلية
العلاقات الرواندية السيشلية هي العلاقات الثنائية التي تجمع بين رواندا وسيشل.

## مقارنة بين البلدين
هذه مقارنة عامة ومرجعية للدولتين:
| وجه المقارنة                                              | رواندا                                        | سيشل                                                |
| --------------------------------------------------------- | --------------------------------------------- | --------------------------------------------------- |
| المساحة (كم2)                                             | 26.34 ألف                                     | 459                                                 |
| عدد السكان (نسمة)                                         | 12.21 مليون                                   | 95.84 ألف                                           |
| الكثافة السكانية (ن./كم²)                                 | 463.55                                        | 20.88 ألف                                           |
| العاصمة                                                   | كيغالي                                        | فيكتوريا                                            |
| اللغة الرسمية                                             | اللغة الكينيارواندا، لغة إنجليزية، لغة فرنسية | لغة فرنسية، لغة إنجليزية، اللغة الكريولية السيشيلية |
| العملة                                                    | فرنك رواندي                                   | روبية سيشلية                                        |
| الناتج المحلي الإجمالي (بليون دولار)                      | 9.14 مليار                                    | 1.49 مليار                                          |
| الناتج المحلي الإجمالي (تعادل القوة الشرائية) بليون دولار | 20.46 مليار                                   | 2.54 مليار                                          |
| الناتج المحلي الإجمالي الاسمي للفرد دولار أمريكي          | 697                                           | 15.48 ألف                                           |
| الناتج المحلي الإجمالي للفرد دولار أمريكي                 | 1.66 ألف                                      | 26.42 ألف                                           |
| مؤشر التنمية البشرية                                      | 0.483                                         | 0.772                                               |
| رمز المكالمات الدولي                                      | +250                                          | +248                                                |
| رمز الإنترنت                                              | .rw                                           | .sc                                                 |
| المنطقة الزمنية                                           | ت ع م+02:00                                   | ت ع م+04:00                                         |

## منظمات دولية مشتركة
يشترك البلدان في عضوية مجموعة من المنظمات الدولية، منها:
| علم المنظمة | اسم المنظمة                                 | تاريخ انضمام رواندا | تاريخ انضمام سيشل |
| ----------- | ------------------------------------------- | ------------------- | ----------------- |
|             | يونسكو                                      | 7 نوفمبر 1962       | 18 أكتوبر 1976    |
|             | وكالة ضمان الاستثمار متعدد الأطراف          | 27 سبتمبر 2002      | 15 سبتمبر 1992    |
|             | الأمم المتحدة                               | 18 سبتمبر 1962      | 21 سبتمبر 1976    |
|             | مجموعة دول أفريقيا والكاريبي والمحيط الهادئ | ?                   | ?                 |
|             | دول الكومنولث                               | ?                   | 1976              |
|             | الاتحاد البريدي العالمي                     | ?                   | ?                 |
|             | البنك الدولي للإنشاء والتعمير               | 30 سبتمبر 1963      | 29 سبتمبر 1980    |
|             | الاتحاد الدولي للاتصالات                    | 12 ديسمبر 1962      | 17 سبتمبر 1999    |
|             | منظمة حظر الأسلحة الكيميائية                | ?                   | 29 أبريل 1997     |
|             | مؤسسة التمويل الدولية                       | 6 نوفمبر 1975       | 11 يونيو 1981     |
|             | المركز الدولي لتسوية المنازعات الاستشارية   | 14 نوفمبر 1979      | 19 أبريل 1978     |
|             | منظمة الشرطة الجنائية الدولية               | ?                   | 1 سبتمبر 1977     |
|             | الاتحاد الأفريقي                            | ?                   | ?                 |
|             | البنك الإفريقي للتنمية                      | ?                   | ?                 |

## وصلات خارجية
- موقع وزارة الخارجية الرواندية
- موقع وزارة الخارجية السيشلية